# Left 4 Dead
Left 4 Dead (litt. « Laissé(s) pour mort(s) »), aussi abrégé L4D, est un jeu vidéo coopératif de tir à la première personne (FPS), sorti en novembre 2008. Survival horror développé par Turtle Rock Studios (Valve Corporation), il met en scène une équipe de quatre survivants qui traversent un monde rempli de créatures sanguinaires semblables à des zombies, les « infectés ».
La suite, Left 4 Dead 2, sortie un an après, reprend et étend le principe. Elle englobe d'ailleurs toutes les campagnes du premier jeu depuis la sortie de l'extension Cold Stream en 2012.

## Synopsis
Le scénario de Left 4 Dead débute fin 2009. Une épidémie dévastatrice, causée par un agent pathogène hautement contagieux surnommé la « grippe verte » (« Green Flu »,), s'est abattue sur les États-Unis d'Amérique, transformant la quasi-totalité de la population en créatures sanguinaires semblables à des morts-vivants, appelées « infectés », qui attaquent tous les êtres humains qui ont le malheur de rencontrer leur chemin. Devant une telle situation, le gouvernement décrète la loi martiale et décide de regrouper la population survivante dans les principales villes, sous la protection de l'United States Army (armée de terre américaine).
La situation échappe alors à tout contrôle ; les concentrations de survivants étant une proie facile pour les infectés, la majeure partie de la population non infectée est massacrée. Le gouvernement ordonne alors la création d'une zone sécurisée, seul endroit encore sous la protection de l'armée et totalement protégé des infectés, dans laquelle sont rassemblés les derniers rescapés de l'épidémie. Certains des derniers survivants possèdent, en outre, une grande résistance à la maladie, grâce à une prédisposition génétique transmise par le père.
C'est dans ce contexte post-apocalyptique que les quatre protagonistes, Zoey, Louis, Francis et William « Bill » Overbeck, se retrouvent piégés en plein centre de Philadelphie, en Pennsylvanie, deux semaines après l'apparition du patient zéro. Leur but sera alors de survivre dans chaque campagne, jusqu'à la partie finale de celle-ci, où ils pourront être secourus par un véhicule (terrestre, maritime ou aérien).
Chaque protagoniste a sa propre histoire et ses propres ambitions.

## Principe et modes de jeu
Left 4 Dead est un jeu de tir à la première personne (FPS) de type survival horror qui met en scène quatre survivants : Zoey, Bill, Francis et Louis.
Tout en évitant de succomber aux attaques des infectés, le but des survivants est d'atteindre des points de contrôle successifs qui les rapprochent d'un moyen de transport leur permettant de quitter la zone. Chaque carte se conclut par l'arrivée à un point de contrôle sécurisé, et chaque campagne se termine quand tout ou partie des survivants parviennent, à l'issue de leur parcours, à monter à bord d'un véhicule de secours : hélicoptère, bateau, etc.
La coopération est une des principales bases du gameplay, voire son essence même. Durant toute la partie, l'IA déchaîne un flot impressionnant d'« infectés », mettant les survivants sous pression constante. L'équipe des infectés doit donc faire preuve d'organisation et de coordination si elle veut pouvoir arrêter la progression des survivants ; ces derniers devront, pour leur part, veiller à se couvrir et se soigner, rester groupés et éviter les tirs alliés.

### ModeCampagne
Le mode Campagne est accessible en mode solo ou en multijoueur coopératif. Les survivants non contrôlés par des joueurs sont alors gérés par intelligence artificielle. Les joueurs doivent arriver au bout d'une des quatre campagnes disponibles (comprenant jusqu'à cinq chapitres), réussir à contacter les secours et s'enfuir. Entre deux cartes, les armes, soins et blessures sont conservés. Les joueurs morts peuvent revenir dans le jeu grâce à des points de respawn (réapparition), généralement dans des placards ou autres petites salles closes. Il est nécessaire qu'un survivant encore en jeu aille les libérer pour qu'ils reviennent dans la partie.
Left 4 Dead comporte quatre campagnes, constituées de cinq chapitres. Chaque dernier niveau, baptisé Final, repose sur le même principe : les survivants doivent alerter les secours, afin d'être évacués vers une nouvelle destination. Le fait de prévenir les secours déclenche l'arrivée de vagues massives d'infectés, entrecoupées par l'apparition de deux Tanks successifs. Une fois le second Tank abattu, le véhicule de secours fait son apparition - ainsi que de nouvelles vagues d'ennemis et un nouveau Tank. Pour que l'équipe des survivants remporte la partie, au moins l'un des quatre membres doit atteindre sain et sauf le moyen de transport.

### ModeVersus
Le mode Versus est similaire au mode Campagne, mais les infectés dits « spéciaux » et les survivants sont contrôlés par des joueurs qui forment deux équipes.
Les survivants recommencent chaque carte avec l'équipement de base et une vie pleine, quel que fût leur état à la fin de la précédente. Leur mort est définitive. À la fin de chaque carte, les points des survivants sont calculés en fonction de la distance parcourue pour attenidre la pièce de survie et de la vie restante. Les rôles « survivants » et « infectés » sont alternés à la fin de chacune des parties de la campagne.
En début de partie, les joueurs « infectés » doivent attendre que les survivants aient quitté la zone de départ pour apparaître, hors du champ visuel des survivants. S'ils viennent à mourir, le temps nécessaire à la réapparition dépend du nombre de joueurs présents dans l'équipe des infectés.
Des mods actuels propres aux serveurs permettent d'augmenter le nombre de survivants et d'infectés : par exemple, la partie peut se jouer à 6 survivants contre 6 infectés, voire plus[réf. nécessaire].

### ModeSurvival
Le mode Survival consiste à survivre le plus longtemps possible sur une carte fermée sans possibilité de fuite, où des hordes d'infectés (y compris infectés spéciaux et Tanks) arrivent indéfiniment. 16 cartes sont disponibles, dont 15 tirées des campagnes classiques. Des médailles de bronze, d'argent et d'or sont attribuées au joueur lorsque ce dernier arrive à battre sur une carte un temps de survie de 4, 7 et 10 minutes. L'obtention de ces médailles libère des succès.

### Les campagnes
Il existe six campagnes dans Left 4 Dead, quatre officielles disponibles à la sortie du jeu, puis deux extensions :
- No Mercy (litt. « Sans pitié ») : « Mercy » (qui peut se traduire littéralement en français par « Miséricorde ») est le nom de l'hôpital (hôpital de la Pitié) où les survivants doivent se rendre pour se faire évacuer sur le toit de ce dernier par hélicoptère. Elle comporte cinq chapitres : les appartements, le métro, les égouts, l'hôpital et le toit.
- Crash Course (extension) : Cette campagne commence après que l'hélicoptère, ayant sauvé les survivants sur le toit de l'hôpital à la fin de la première campagne, s'écrase. C'est la première campagne à ne pas comporter cinq cartes distinctes, mais seulement deux, légèrement plus longues que les autres. Contrairement aux autres campagnes, on peut y trouver des armes T2 dès la première carte. Elle a surtout été conçue pour permettre aux joueurs de faire des parties relativement courtes en mode Versus[9].
- Death Toll (en français : « Arrêt de mort » ou « Nombre de morts ») est la deuxième campagne de Left 4 Dead. Les survivants commencent près d'un péage, où ils trouvent une voiture de police remplie d'armes qui va leur permettre de se défendre. Ils devront traverser des tunnels et une petite ville de campagne. Elle comporte cinq chapitres : le péage, les conduits, l'église, la ville et le hangar (Final). Le Final se passe dans une grande maison près d'un quai. Les survivants parviennent à s'échapper à bord d'un petit bateau de pêche qui vient les secourir.
- Dead Air : « Trou d'air » est la troisième campagne de Left 4 Dead ; les survivants commencent dans une serre et finissent leur parcours sur une piste d'aéroport, où ils devront remplir les réservoirs d'un C-130 pour s'enfuir. Les chapitres sont : la serre, la grue, le chantier, le terminal et la piste (Final).
- Blood Harvest : « Sanglante moisson » est l'avant-dernière campagne de Left 4 Dead. Chronologiquement, elle se déroule juste avant l'extension The Sacrifice. Les survivants se retrouvent dans un bois et traversent divers environnements (tunnels, pont, gare). Les chapitres sont : les bois, le tunnel, le pont, la gare et la ferme (Final). Comme le laisse sous-entendre le titre du chapitre, la dernière partie de la campagne se passe dans une ferme, où les survivants devront attendre un véhicule blindé de l'armée afin de s'enfuir.
- The Sacrifice (extension) : Cette campagne additionnelle met en scène le sacrifice de Bill pour aider ses coéquipiers à fuir.

## Les survivants

### Personnages
Chacun des quatre survivants possède une apparence et une voix qui lui sont propres, de façon à pouvoir facilement associer un personnage à un joueur particulier. Lors d'une partie, le choix des personnages est libre ou peut s'effectuer aléatoirement, ce qui n'a pas d'influence sur le jeu, car ils possèdent tous les mêmes capacités/aptitudes : en matière de gameplay, seule Zoey se distingue légèrement des trois autres survivants par sa petite taille - son point de vue est situé plus bas[réf. nécessaire]. Les points de vie de base sont de 100, et au maximum 99 points de vie peuvent être récupérés durant le jeu. Si cette jauge tombe à zéro, le survivant est mis à terre avec une barre de « saignement » fixée à 300 et diminuant progressivement. Pendant ce laps de temps, le joueur doit être secouru par l'un de ses coéquipiers. Si la jauge atteint zéro, le survivant meurt et ne peut revenir dans le jeu que si ses coéquipiers le retrouvent dans un des lieux de réapparition présents sur la carte.
- Bill (VF : Frédéric Cerdal) : William Overbeck, ancien soldat des Forces Spéciales, a servi deux fois au Viêt Nam. Ses compétences au combat lui ont permis de survivre jusqu'à présent. Doyen du groupe, il en est le leader de facto ;
- Francis (VF : Sylvain Lemarié) : le biker au corps recouvert de tatouages connaissait Bill avant la catastrophe. Leur relation est largement basée sur une forme de rivalité ;
- Louis (VF : Martial Le Minoux) : initialement imaginé par les développeurs en tant qu'assistant de direction dans un magasin d'électroménager, il incarne finalement un analyste système dans un département de technologie de l'information à Philadelphie. On peut remarquer que la tenue et l'ancien métier de Louis sont similaires à ceux du personnage de Shaun (Simon Pegg), personnage principal de la comédie horrifique Shaun of the Dead (2004), premier film de la trilogie Blood and Ice Cream réalisée par Edgar Wright ;
- Zoey (VF : Laura Blanc) : Zoey, le seul personnage féminin jouable, vient d'une famille aisée. Sa conception originale était basée sur Alésia Glidewell, qui avait déjà collaboré avec le studio Valve en tant que modèle pour Chell, la protagoniste muette de la série de jeux vidéo Portal (2007) et Portal 2 (2011). Cependant, lors des mises à jour ultérieures des conceptions des personnages, Zoey a finalement été modélisée pour ressembler à l'actrice et mannequin Sonja Kinski.

Les visages des quatre survivants sont des copies de visages d'acteurs réels qui ont prêté leurs traits pour les besoins du jeu :
- Bill : Bernard Fouquet
- Francis : Taylor Knox
- Louis : Sean Bennett
- Zoey : Sonja Kinski

Les dialogues entre les personnages changent aléatoirement d'une partie à l'autre et permettent d'en apprendre plus sur leur histoire et leurs relations les uns avec les autres. Les dialogues les plus longs se déclenchent lors de passages durant lesquels les personnages joueurs sont nécessairement passifs, par exemple dans l'ascenseur de l'hôpital de la première campagne, No Mercy.

### Arsenal
Les survivants de Left 4 Dead peuvent transporter jusqu'à trois armes : une arme principale (fusil d'assaut, fusil à pompe, pistolet-mitrailleur ou fusil de précision) une arme secondaire (le Colt M1911, seule option disponible, doté de munitions illimitées et pouvant être utilisé en version akimbo) et une arme de jet artisanale (bombe tuyau ou cocktail Molotov). Certaines sont fournies au départ de chaque carte, mais il faut explorer les niveaux pour trouver des munitions, des explosifs ou d'autres armes plus performantes par rapport à celles qui sont à disposition des personnages dans la safe room (ou safe house, litt. « pièce sécurisée »), surtout, dans la grande majorité des cas, au début de chaque campagne.
Toutes les armes peuvent être utilisées au corps à corps pour asséner ce que l'on appelle des « coups de crosse ». Bien que peu puissants lorsqu'ils sont donnés de face, ces coups servent principalement à repousser les infectés qui s'en prennent directement à un survivant — en particulier lors des attaques de hordes, qui, en plus d'infliger des dégâts, ralentissent les déplacements et obstruent la vision du joueur. En revanche, un coup de crosse porté dans le dos d'un infecté standard entraîne sa mort instantanée. Cette règle ne s'applique toutefois pas aux infectés spéciaux, qui sont plus résistants.
En mode Versus, si un joueur enchaîne cinq coups de crosse consécutifs, une jauge de fatigue apparaît autour du réticule de visée. Cette jauge se remplit à mesure que le joueur continue ses attaques, augmentant progressivement le temps de récupération entre chaque coup, jusqu'à un maximum d'environ cinq secondes.
Par ailleurs, certaines campagnes mettent à disposition un minigun monté sur trépied. Il est aussi possible d'éliminer les infectés en les enflammant à l'aide de bidons d'essence, ou en provoquant des explosions avec des bouteilles de gaz, le jeu proposant d'ailleurs deux types de bonbonnes : les bouteilles d'oxygène, de couleur verte, et les bouteilles de propane, de couleur blanche.

#### Armes principales
Armes de base (surnommées T1 (Tier 1)) : ces armes sont disponibles dès le début de la campagne et à chaque checkpoint.
- Remington Model 870[12] : Fusil à pompe infligeant de sérieux dommages à courte distance, cette arme est particulièrement efficace à une portée d'environ 5 mètres. Elle est pourvue d'un chargeur de 8 cartouches.
- Uzi : Pistolet-mitrailleur (PM) qui tire des balles légères à une cadence de tir très élevée, il est pourvu d'un mode rafale et possède 50 cartouches par chargeur (la contenance originale de 30/32 cartouches a été augmentée).

Armes évoluées (surnommées T2 (Tier 2)) : Ces armes, bien plus puissantes que celles fournies en début de campagne, sont cachées dans les 2e et 3e niveaux, et disponibles aux checkpoints des 4e et 5e niveaux.
- M16A2 : Fusil d'assaut considéré comme une version améliorée de l'Uzi. Sa cadence de tir plus faible est compensée par une meilleure précision et une puissance accrue. Il est équipé d'un chargeur de 50 cartouches, contre 30 à l'origine.
- Benelli M4 Super 90 : Fusil à pompe semi-automatique, version améliorée du modèle de base (à savoir le Remington Model 870). Il dispose d’un magasin de 10 cartouches (contre 6 à l'origine), offre une grande puissance de feu et une cadence de tir relativement élevée.
- Ruger Mini-14 : Fusil à lunette puissant et précis, mais à faible cadence de tir. Il est équipé de chargeurs de 15 cartouches et peut éliminer plusieurs infectés d'un seul tir si ceux-ci sont alignés. Il inflige les mêmes dégâts quelle que soit la distance de la cible (cf. « Hitscan » (en)).

#### Arme secondaire
Chaque survivant commence la partie avec une arme de poing, un Colt (Model 1911). S'il en trouve un second, il peut les utiliser simultanément, un dans chaque main (cf. « Akimbo »). Cette arme est unique dans le jeu car ses munitions sont illimitées et les survivants peuvent l'utiliser même lorsqu'ils sont à terre. Un chargeur contient 15 balles, et avec deux pistolets, cette capacité est doublée.
Les pistolets doubles infligent autant, voire davantage de dégâts par minute que l'Uzi, ce qui rend l'usage de ce dernier presque obsolète une fois les pistolets obtenus. Leur principal avantage réside dans le fait qu'ils disposent de munitions illimitées — ce qui permet notamment d'économiser celles de l'arme principale — et qu'ils peuvent être utilisés même lorsqu'un survivant est au sol. L'Uzi conserve toutefois l'avantage d'une cadence de tir plus élevée, ce qui peut s'avérer utile dans certaines situations rapprochées.

#### Armes de jet
Les survivants ne peuvent porter qu'une arme de jet chacun. Une fois lancée, l'arme est perdue. À noter que les survivants joués par ordinateur ne peuvent pas les utiliser.
- Cocktail Molotov : Enflamme une zone pendant une courte durée. Les infectés pris dans les flammes brûlent jusqu'à la mort, sans possibilité de s'éteindre — à l'exception des infectés spéciaux comme le Tank, qui peuvent éteindre les flammes en traversant de l'eau, bien que celle-ci soit rarement présente dans les niveaux des différentes campagnes.
- Bombe tuyau (pipe bomb) : Bombe artisanale conçue pour attirer les infectés communs, à la fois auditivement, grâce à son bip caractéristique, et visuellement, grâce à la lumière rouge qu'elle émet. Elle explose six secondes après avoir été lancée, éliminant ainsi les infectés qui s'étaient massés autour d'elle.

#### Armes de fortune
Les survivants peuvent également trouver, à divers endroits, des bonbonnes de gaz et des bidons d'essence, qui peuvent exploser ou s'enflammer sous les tirs. Lorsqu'un survivant transporte l'une de ces « armes », il ne peut pas tirer, mais peut les utiliser pour frapper et repousser les infectés communs, y compris les infectés spéciaux (Boomer, Witch, Smoker et Hunter), à l'exception notable du Tank.

### Dommages, soins, abris et mort
Les survivants commencent la partie avec 100 points de vie, et peuvent être blessés par les attaques des infectés (qui font plus ou moins de dégâts en fonction de la difficulté), le tir ami (sauf en mode de difficulté Facile), ou divers accidents (chute, feu...). Une fois blessé, le joueur se déplace plus lentement. Il peut se soigner en utilisant un kit de soin qui le ramènera au minimum à 80 points de vie. Il peut également utiliser des pilules qui lui rajouteront 50 points de vie temporaires : ils diminueront petit à petit jusqu'à revenir au niveau initial.
Lorsqu'un survivant perd l'intégralité de ses points de vie, il ne meurt pas, mais tombe à terre avec une jauge de 300 points de vie, une barre de « saignement », qui diminue en continu. Immobilisé (seulement capable de tirer de manière imprécise à l'aide d'un ou deux pistolets), il doit rapidement se faire relever par l'un de ses coéquipiers pour survivre. Il récupère alors 30 points de vie temporaires (qui diminuent avec le temps jusqu'à atteindre 1). Un survivant ne peut être relevé que deux fois sans être soigné. Comme sa vision en noir et blanc et les sons de battements de cœur le soulignent, s'il est mis à terre une troisième fois, il meurt.
En mode Campagne, un personnage mort peut réapparaître au bout de 30 secondes dans une pièce fermée du niveau en cours, que seuls ses coéquipiers peuvent ouvrir afin de le secourir. Ceci n'est plus possible une fois l'attaque finale déclenchée (dernier niveau d'une campagne, lorsque les secours ont été appelés). En mode Versus ou en mode Histoire, s'il n'est pas secouru, le personnage mort rejouera dès le prochain checkpoint. La partie est perdue quand tous les survivants sont morts ou ont été mis à terre, et le jeu redémarre alors le niveau en cours.

## Les infectés
En plus des infectés de base, très nombreux mais peu puissants, il existe cinq infectés dits « spéciaux », chacun ayant une apparence distincte, un mode d'attaque qui lui est propre et des capacités particulières. En mode Versus, tous ces infectés spéciaux sont jouables, sauf la Witch. Tous les infectés, à part la Witch et le Tank, mourront instantanément s'ils sont victimes d'une série de 5 coups de crosse consécutifs, quel que soit leur niveau de points de vie.

### Les infectés de base (dits «communs»)
Les infectés de base sont les ennemis les plus nombreux dans le jeu. Peu puissants, ils sont aussi peu résistants et peuvent être tués très rapidement : leur arracher la jambe ou leur tirer dans la tête les tue instantanément et quelques coups de crosse suffisent pour les achever. Ils peuvent passer par-dessus les grilles, escalader ou effondrer certains murs, détruire les portes fermées et sauter par-dessus les carcasses de voitures, obligeant ainsi les survivants à rester en permanence sur leurs gardes.

### LaWitch
La Witch (« Sorcière ») se trouve toujours recroquevillée dans des espaces à l'abri de la lumière. Sa présence est signalée par ses pleurs continus. Passive si les joueurs l'évitent, la Witch devient agressive dès que l'on passe trop près d'elle, qu'on l'éclaire, qu'on tire à côté ou sur elle - le moment où elle passe en mode attaque est signalé par de petits cris rauques suivis d'un long rugissement strident. Une fois « alertée », celle-ci se rue sur le survivant à l'origine de son réveil, ou, à défaut, sur le premier à sa portée, le met à terre et s'acharne dessus, jusqu'à la mort si personne ne parvient à l'en empêcher. Une fois « vengée », elle prend la fuite en criant. Elle peut tuer un survivant en un seul coup dans les niveaux de difficulté les plus élevés. 
Il s'agit du seul infecté spécial non jouable, et contrairement aux autres, il n'est initialement pas hostile.
La Witch, avec ses 1000 points de vie, est assez résistante. Cependant, il est possible de l'abattre d'un seul coup de Benelli dans la tête et de débloquer ainsi l'un des succès du jeu. Lui jeter un cocktail Molotov permet aussi de débloquer un autre succès.

### LeBoomer
Pour les articles homonymes, voir Boomer.
Le Boomer (« Exploseur ») est un infecté très corpulent, lent et à la peau molle, doté d'un nombre de points de vie très faible (50). Comme les autres infectés spéciaux, il est facilement repérable grâce à ses bruitages caractéristiques. Sa particularité consiste à vomir de la bile sur les survivants dans le but qu'elle attire, par son odeur, les infectés de base à eux et les aveugle. À sa mort, quelle qu'en soit la cause, il explose en projetant violemment tous ceux qui l'entourent — y compris le Tank et la Witch — et recouvre les survivants de bile. En mode Versus, ses attaques au corps à corps infligent 4 points de dégâts.

### LeHunter
Le Hunter (« Chasseur ») est l'infecté le plus agile du jeu. Il bondit sur sa proie pour la plaquer au sol, ce qui l'immobilise. Il lui lacère la poitrine et le ventre jusqu'à ce qu'un autre survivant vienne sauver la victime ou que celle-ci succombe aux blessures. En sautant d'une longue distance, il peut enlever au survivant visé jusqu'à 25 de ses points de vie (soit un quart de la santé totale d'un survivant) d'un seul coup selon la hauteur et la distance de son attaque.
Le Hunter peut effectuer des rebonds sur les murs en faisant dos à ceux-ci puis en sautant à nouveau. En mode Versus, il possède 250 points de vie et inflige 5 points de dégâts par seconde avec son attaque spéciale, voire jusqu'à 15 lorsque le survivant est mis à terre (barre de points de vie de couleur rouge).

### LeSmoker
Le Smoker (« Fumeur ») dégage une fumée ainsi que des particules verdâtres ; il est donc assez visible et doit rester caché pour attaquer. Lors de sa mort, il explose en un nuage de fumée qui, bien que non-nocif, fait tousser les survivants, les empêche de communiquer et réduit considérablement leur champ de vision. Il peut également utiliser sa langue pour attraper les survivants et les traîner sur de longues distances, tout en les étranglant. Lorsque le Smoker utilise sa langue, il ne peut alors plus bouger, ce qui en fait une cible très facile. Sa langue n'est pas indestructible et quelques tirs d'armes à feu ou des coups de crosse en viendront à bout.
Cependant, il peut arriver que l'animation de sa langue, quand elle parvient à attraper un survivant, s'annule d'elle-même à cause d'un obstacle ou d'un mauvais positionnement. En mode Versus, il dispose de 250 points de vie. Son attaque spéciale inflige 5 points de dégâts par seconde, tandis que ses attaques au corps à corps infligent chacune 4 points de dégâts.

### LeTank
Contrairement aux autres infectés qui doivent choisir le meilleur moment pour attaquer, le Tank fonce tout simplement sur ses cibles. Il possède un nombre important de points de vie et chaque attaque réussie inflige beaucoup de dégâts (25 points en Versus). D'un coup de poing, le Tank peut projeter sur les survivants certains objets de l'environnement comme des voitures, des chariots élévateurs ou encore des bottes de foin. Tout survivant touché par ce type d'attaque est instantanément mis à terre (hormis quelques rares exceptions, comme le 2e niveau de No Mercy, où il peut briser des piliers en envoyant leurs débris sur les survivants, cela ne leur causera qu'environ 25,2 % de dégâts). Celui-ci dispose aussi d'une attaque secondaire, celle de jeter des gravats (qu'il arrache du sol) sur les survivants.
En mode Versus, son incarnation est aléatoire au cours d'une partie. Ses attaques infligent 25 points de vie. Les objets de son environnement qui sont utilisables contre les survivants apparaissent entourés d'une aura rouge, il a aussi la possibilité de se servir de gravats qui enlèvent alors 25 points de vie. Une fois qu'un joueur en a le contrôle, soit il trouve le plus rapidement possible les survivants, soit la barre de frustration de son HUD arrive à son maximum et il est alors impossible de contrôler la bête. Un autre joueur en prend alors le contrôle. Cependant s'il met à son tour trop de temps à attaquer, il se retrouve contrôlé par l'ordinateur.
Néanmoins, lorsque le Tank est en feu, à cause d'un cocktail Molotov ou d'un jerrican, sa vitesse de déplacement diminue (excepté en mode Campagne où il devient extrêmement rapide), le rendant ainsi plus facile à tuer, d'autant que les dégâts sur la durée infligés par le feu font également diminuer sa barre de points de vie au cours du temps.
Contrairement aux autres infectés, le Tank ne dispose pas de régions précises sur son corps qui peuvent permettre d'infliger des dégâts supplémentaires - ce qui se traduit concrètement par le fait qu'un tir à la tête inflige autant de dégâts qu'un tir au torse, au bras ou à la jambe, par exemple. En temps normal et en mode Versus, il dispose de 6000 points de vie, nombre qui peut changer selon la difficulté choisie pour la campagne.

## Communication entre les joueurs
Les joueurs peuvent communiquer entre eux de manière classique avec un micro-casque mais aussi grâce à un petit menu de choix de répliques (cette option ne sera pas mise en place dans la version Xbox 360) ou grâce à des répliques automatiques se lançant lors d'un moment fort du jeu - par exemple, les personnages, joueurs humains ou contrôlés par l'intelligence artificielle, avertissent leurs compagnons de la présence de tel ou tel infecté spécial à proximité immédiate. Il existe plus de 1 000 lignes de dialogue par personnage.[réf. nécessaire]

## Succès
Le jeu offre la possibilité de collectionner plusieurs dizaines de succès. Leur nature est variée : il peut s'agir de tuer tel nombre d'infectés d'une façon particulière, par exemple à la mitrailleuse lourde ou à la bombe tuyau (pipe bomb), en Boomer, de vomir sur les quatre survivants en même temps, etc. Le DLC ajoutant le mode Survival a également apporté sept nouveaux succès (pour un total de 58), consistant, pour six d'entre eux, à survivre le plus longtemps possible sur les cartes dédiées au nouveau mode de jeu. Le second DLC, Crash Course, apporte à nouveau dix succès supplémentaires.

## Développement

### Historique
Le jeu est développé par Turtle Rock Studios (Valve Corporation), qui est assisté par Certain Affinity pour la version Xbox 360.
La sortie du jeu a été repoussée au 18 novembre 2008 pour les États-Unis et au 21 novembre 2008 pour l'Europe, de façon à coïncider avec le dixième anniversaire de la sortie du jeu vidéo Half-Life.

### Intelligence artificielle
Lors d'une partie coopérative ou en multijoueur, s'il n'y a pas assez de joueurs du côté des survivants, l'IA prend automatiquement le relais jusqu'à ce que de nouveaux joueurs se connectent au serveur.
Pour gérer l'intensité de l'action, les développeurs ont conçu un système appelé « AI Director ». Ce programme contrôle l'apparition des infectés de base sur les différentes cartes du jeu et ajuste leur nombre en fonction du niveau des survivants : s'ils peinent à progresser, le nombre d'ennemis sera réduit ; à l'inverse, s'ils avancent trop facilement, la difficulté sera augmentée. Le Director est capable de modifier l'emplacement des infectés et de l'équipement de manière à proposer une expérience différente d'une partie à l'autre.

### Musique, bruitages et dialogues
La musique d'ambiance de Left 4 Dead change selon la situation dans laquelle se trouvent les survivants et leur donne ainsi des informations sur les risques encourus : des thèmes particuliers se lancent si un Tank ou une horde sont en approche, si une Witch a été alertée par la présence d'un ou de plusieurs survivants ou encore si un joueur vient d'être touché par un Boomer, enlacé par un Smoker ou mis à terre par un Hunter. Ainsi, chaque infecté dit « spécial » possède son propre thème musical, afin de lui attribuer une identité sonore distincte.
Les bruitages des infectés sont l'œuvre de Mike Patton, compositeur et interprète de rock alternatif, principalement connu du grand public en tant que chanteur du groupe de funk metal américain Faith No More.

### Extensions
Le jeu se voit enrichi par des extensions sous forme de DLC :
L'extension Survival pack (littéralement « Paquetage de survie ») est sortie gratuitement le 21 avril 2009 en DLC sur Xbox 360 et sur PC via Steam. Elle offre un nouveau mode de jeu (survival) et les deux campagnes manquantes en mode Versus.
Crash Course (le titre n'est pas traduit dans la version française) est la 5e campagne de Left 4 Dead. Elle a été introduite le 29 septembre 2009 et quelques autres modifications mineures. Sur le plan chronologique, elle prend place entre Sans Pitié (No Mercy) et Arrêt de mort (Death Toll).
Le Sacrifice ((en) The Sacrifice) est un DLC gratuit sur PC et coûtant 7 € (soit 560 points Microsoft) sur Xbox 360, sorti en octobre 2010. Si obtenu, il compte comme une campagne à part entière au sein du jeu.

## Réception critique
L4D a été unanimement acclamé par la critique comme l'un des meilleurs jeux de tir à la première personne (FPS) de l'année 2008. Metacritic et GameRankings lui attribuent chacun une moyenne de 89 %,.

### Récompenses
- GameSpy 2008
  - Prix du meilleur jeu multijoueur[24]
  - Prix du développeur de l'année pour Valve[25]
  - Nommé au Prix du jeu de l'année[26]
  - Nommé au Prix du meilleur jeu PC[27]
  - Nommé au Prix du meilleur jeu Xbox 360[28]

## Polémique surLeft 4 Dead 2
L'annonce par Valve de la sortie d'un second opus de Left 4 Dead, pour le mois de novembre 2009, a été perçue, par certains membres de la communauté Left 4 Dead, comme un risque d'abandon prématuré du support du premier épisode. En effet, Valve a déjà mis plusieurs mois à compléter le jeu original, en ajoutant les campagnes manquantes au mode Versus et en sortant avec retard la version bêta du kit de développement longuement attendu par les créateurs de cartes (maps) et mods. Ceux-ci estiment que le contenu de Left 4 Dead 2 aurait pu constituer une extension gratuite du premier jeu et ainsi tenir les promesses de l'éditeur. Cette annonce de sortie est, à l'origine, d'un groupe de boycott de Left 4 Dead 2 dans la communauté Steam.